# Замок Бодулів
За́мок Бо́дулів (угор. Bodoló vár, трансліт. Бодоло вар) — замок, один з найменш відомих фортифікаційних укріплень Закарпатської області. Розташований між селом Сільце і містом Іршава, на вершині гори Бодулів. Замок ХІІІ століття очевидно не був введений в експлуатацію. 

## Опис
Місце для розміщення надійно укріпленого пункту було вибране дуже вдало — це невелика округла вершина гірського кряжу, який стрімко опускається в долину річки Іршавки. Колись вершина була оточена штучним валом і ровом, залишки яких можна бачити і тепер. Городище займало вигідне географічне розташування, воно дозволяло проглядати навколишню місцевість на кілька кілометрів. З північного та північно-західного боку підніжжя гори були заболочені, з південно-східного за 200 м від підніжжя протікає річка Іршавка, що впадає в річку Боржаву. Східний та північно-західний схили гори круті, південно-західний — пологий. 
Після проведених розкопок було виявлено, що на горі Бодулів існувало кілька поселень у різні часи. 
Перший етап заселення гори датований III—II ст. до н.е. В цей період виникає перше поселення без укріплень. Знайдено кераміку гальштатського періоду. 
Другий етап Х-ХІ ст. 
Третій етап ХІІІ ст. 
Руїни укріплення були розібрані у ХІХ столітті для будівництва нового храму в Іршаві. 

## Розкопки
Контури замку було визначено за залишками кам'яного фундаменту. У плані він квадратним, розміром 32x32 м. З північної і південної сторін замок додатково захищали зведені вздовж стін рови і вали. 
Згадки про замок в письмових джерелах відсутні. В такій ситуації для визначення часу функціонування замку можуть бути використані тільки матеріали археологічних досліджень. 
Вперше пам'ятку досліджувала в 1981 р. експедиція під керівництвом С. І. Пеняка. На підставі зібраного керамічного матеріалу дослідником виділено три культурно-хронологічних горизонти (III—II ст. до н. е., ХІ—XII ст. н. е. і XIII—XIV ст. н.е.). Останній горизонт пов'язаний зі зведенням замкових стін. 
Роботи в урочищі Бодулів було відновлено в 1991 р. А. В. Дзембас. Він виявив незначну кількість фрагментарної кераміки, визначеної як гальштатського періоду і епохою середньовіччя (X—XI ст. н. е.). 
Обмежений матеріал, отриманий при дослідженні Бодуліва, змусив знову звернути увагу на цей пункт. З метою набуття додаткових даних, в 2009 р. була організована археологічна експедиція під керівництвом відомого археолога В'ячеслава Котигорошка. Було закладено розкоп і два шурфи на ділянці, обмеженій кам'яним фундаментом. Кераміка, отримана в ході дослідження Бодуліва, дозволяє визначити час існування замку другою половиною XIII ст. н. е.